# Willem II Tilburg
Il Willem II Tilburg, chiamato spesso anche solo Willem II, è una società calcistica olandese con sede nella città di Tilburg. Milita nella seconda divisione del campionato olandese di calcio, l'Eerste Divisie. Il club disputa i propri incontri casalinghi nello Stadio Re Willem II, che può contenere 14.700 spettatori.
Nella sua storia ha vinto tre titoli nazionali e due Coppe dei Paesi Bassi.

## Storia
Fondato il 12 agosto 1896 con il nome di Tilburgia, il 12 gennaio 1898 cambiò il nome in quello attuale in onore del re Guglielmo II dei Paesi Bassi, che durante la Rivoluzione belga del 1830, all'epoca comandante militare, aveva il quartier generale in città, prima di trasferirvisi in pianta stabile e concludere a Tilburg la propria esistenza. Dagli albori della propria storia la squadra giocò nel Gemeentelijk Sportpark Tilburg.
Nel 1916 si aggiudicò il suo primo titolo olandese.
Nel 1944 arrivò il primo successo in Coppa dei Paesi Bassi. Nel 1952 e nel 1955 la squadra vinse due altri titoli nazionali. Nel 1958 e nel 1965 vinse la Eerste Divisie, la seconda divisione, mentre nel 1963 aveva vinto un'altra Coppa dei Paesi Bassi e, grazie a questo successo, aveva esordito nelle coppe europee, nella Coppa delle Coppe 1963-1964. In questa circostanza fu eliminato al primo turno dal Manchester Utd con un risultato complessivo di 2-7.
Nel 1995 la compagine si trasferì nello Stadio Willem II.
Nel 1998-1999 la squadra tornò a disputare una coppa europea, la Coppa delle Coppe: dopo aver eliminato la Dinamo Tbilisi (6-0 il risultato complessivo) al primo turno, fu eliminata al secondo turno dal Betis (1-4 il risultato complessivo). Nella stessa annata il secondo posto in campionato garantì alla squadra la sua prima partecipazione in Champions League (1999-2000). Nella prima fase a gironi, inserito nel Gruppo G con Bordeaux, Sparta Praga e Spartak Mosca, il Willem II fu eliminato (2 punti in 6 gare).
Nel 2002 fu tra le sei semifinaliste perdenti di Coppa Intertoto.
Nel 2004-2005 il Willem II raggiunse la finale di Coppa dei Paesi Bassi, ma perse per 4-0 contro il PSV. La sconfitta non pregiudicò comunque la qualificazione alla Coppa UEFA 2005-2006, dove la squadra uscì al primo turno contro il Monaco (1-5 il risultato complessivo).
Al termine della stagione 2010-2011 la squadra di Tilburg retrocesse in Eerste Divisie dopo 24 anni di militanza ininterrotta in massima serie. Sotto la guida del nuovo tecnico Jurgen Streppel tornò immediatamente in massima serie, ma nel 2012-2013 giunse una nuova retrocessione, a causa dell'ultimo posto in massima divisione. Nel 2013-2014 la squadra si aggiudicò nuovamente il campionato di Eerste Divisie, tornando in Eredivisie. All'inizio del 2015, tuttavia, il club fu investito da uno scandalo di presunte partite truccate risalenti al 2009.

### Stagioni anonime e la finale di Coppa d’Olanda
Tornato in Eredivisie per la stagione 2014-2015, il club ottiene un ottimo nono posto con 46 punti conquistati. Tuttavia, le stagioni seguenti vedono il Willem II sempre impegnato nella lotta per la sopravvivenza nel massimo campionato, raggiungendo comunque l’obiettivo. Nonostante un anonimo campionato 2017-2018, il club raggiunge la semifinale di Coppa d’Olanda, venendo, però, battuto 3-0 dal Feyenoord, futuro campione del torneo. La stagione seguente vede nuovamente il club impegnato nella lotta salvezza fin dall'inizio, complice i risultati altalenanti contro compagini dirette avversarie del Willem II. Tuttavia, nella sessione di mercato invernale, il club si assicura in prestito il giovane talento Alexander Isak del Borussia Dortmund e, col suo arrivo, il Willem II comincia la rincorsa verso un posto europeo ottenendo ottimi risultati. Nonostante ciò, le ultime tre partite di campionato vengono perse anche in modo clamoroso (oltre al 3-0 casalingo inflitto dal PSV, il 3-2 subito dall’Emmen ed il 6-2 dall’ADO Den Haag sanno di beffa in quanto la squadra di Tilburg, in entrambi i casi, si era portata in vantaggio), ed il club vede fallire l’aggancio all’ottavo posto (occupato dal Groningen), l’ultimo valido per la zona europea, per un solo punto. 
Tuttavia, le possibilità di approdare in Europa per il Willem II sono passate anche dalla speranza della KNVB beker 2018-2019, la Coppa dei Paesi Bassi: infatti, il club di Tilburg, dopo aver eliminato in successione Apeldoorn, Heerenveen, RKC Waalwijk, Roda JC (soltanto ai calci di rigore) ed infine AZ Alkmaar (anche in questo caso ai rigori), il Willem II approda in finale contro il temibile Ajax, sull'onda dell’entusiasmo dagli ottimi risultati della Champions League. La partita, disputata a Rotterdam il 5 maggio 2019, viene, tuttavia, dominata dai lancieri ed il Willem II subisce un pesante 4-0.
Il 6 dicembre 2019 i tricolores, 12° bilancio dell'Eredivisie, scrivono un pezzo di storia: battono l'Ajax, che non perdeva in campionato da oltre due anni (5 novembre 2017), all'Amsterdam Arena per 0-2 e salgono al momentaneo terzo posto in classifica, cosa che non accadeva dalla grande stagione del 1999.
Con la vittoria del 13 dicembre contro l'Heerenveen per 1-2 tocca quota 32 punti in 17 partite (il vecchio record di 30 punti in 17 incontri risaliva alla stagione del 1999/2000) e la punta greca Vangelis Pavlidis segna la sua ottava rete fuori casa che eguaglia il record di Mariano Bombarda della stagione 1998/99. Chiude il girone di andata al quarto posto in classifica con 33 punti nell'anno che ha visto la squadra di Tilburg segnare 70 reti e sconfiggere in serie le big Ajax, PSV, Feyenoord e AZ. Feyenoord-Willem II 2-0 dell’8 marzo 2020 è l’ultima partita disputata in stagione poiché, dopo 40 giorni di stop, a fine aprile il campionato viene fermato definitivamente a causa dell’emergenza COVID-19: il club di Tilburg termina quindi l’Eredivisie 2019-2020 al 4º posto con 44 punti qualificandosi per l’Europa League dalla quale viene però eliminato già al terzo turno preliminare. Nel 2020-2021 conclude 14º in Eredivisie, a un solo punto dalla zona retrocessione.

## Colori e simboli

### Colori
I colori sociali sono il bianco, il blu e il rosso. La maglia di gioco è bianca a strisce verticali rosse e blu, mentre i pantaloncini e i calzettoni sono bianchi.

## Strutture

### Stadio
Dal 1995 il club disputa le proprie gare interne nello Stadio Re Willem II, che si trova a Tilburg e che può ospitare 14.750 spettatori.
In precedenza il club aveva utilizzato il Gemeentelijk Sportpark Tilburg: inaugurato nel 1919 è stato chiuso nel 1992.

## Allenatori e presidenti
| Periodo                   | Allenatore              |
| ------------------------- | ----------------------- |
| 1949-56                   | František Fadrhonc      |
| 1956-62                   | Heinrich "Wudi" Müller  |
| 1963-66, 1967-71          | Jaap van der Leck       |
| 1971-72                   | Henk Wullems            |
| July 1980-June 82         | Bert Jacobs             |
| 1982                      | George Knobel           |
| 1982-84                   | Jan Brouwer             |
| 1984-85                   | Jan Notermans           |
| July 1985-June 90         | Piet de Visser          |
| 1990-91                   | Adrie Koster            |
| July 1991-Oct 91          | Piet de Visser          |
| Oct 1991-March 95         | Jan Reker               |
| March 1995-June 96        | Theo de Jong            |
| July 1996-June 97         | Jimmy Calderwood        |
| July 1997-May 00          | Co Adriaanse            |
| maggio 2000-giugno 2000   | Hans Verèl (ad interim) |
| luglio 2000-giugno 2002   | Hans Westerhof          |
| luglio 2002-gennaio 2004  | Mark Wotte              |
| febbraio 2004-giugno 2004 | André Wetzel            |

| Periodo                     | Allenatore                     |
| --------------------------- | ------------------------------ |
| luglio 2004-novembre 2005   | Robert Maaskant                |
| novembre 2005-giugno 2006   | Kees Zwamborn                  |
| luglio 2006-novembre 2007   | Dennis van Wijk                |
| novembre 2007-febbraio 2009 | Andries Jonker                 |
| febbraio 2009-febbraio 2010 | Alfons Groenendijk             |
| febbraio 2010               | Mark Schenning (ad interim)    |
| febbraio 2010-aprile 2010   | Arno Pijpers                   |
| aprile 2010-maggio 2010     | Theo de Jong (ad interim)      |
| luglio 2010-aprile 2011     | Gert Heerkes                   |
| aprile 2011-giugno 2011     | John Feskens (ad interim)      |
| luglio 2011-maggio 2016     | Jurgen Streppel                |
| luglio 2016-marzo 2018      | Erwin van de Looi              |
| marzo 2018-maggio 2018      | Reinier Robbemond (ad interim) |
| luglio 2018-gennaio 2021    | Adrie Koster                   |
| gennaio 2021-giugno 2021    | Željko Petrović                |
| luglio 2021-marzo 2022      | Fred Grim                      |
| marzo 2022-settembre 2023   | Kevin Hofland                  |
| settembre 2023-             | Peter Maes                     |

## Palmarès

### Competizioni nazionali
- Campionato olandese: 3

1915-1916, 1951-1952, 1954-1955
- Coppa dei Paesi Bassi: 2

1943-1944, 1962-1963
- Eerste Divisie: 4

1957-1958, 1964-1965, 2013-2014, 2023-2024

### Altri piazzamenti
- Campionato olandese:

Secondo posto: 1998-1999
Terzo posto: 1913-1914, 1916-1917, 1917-1918, 1933-1934, 1942-1943, 1950-1951
- Coppa dei Paesi Bassi:

Finalista: 2004-2005, 2018-2019
Semifinalista: 1988-1989, 1989-1990, 1996-1997
- Eerste Divisie:

Secondo posto: 1986-1987
Terzo posto: 1978-1979
Vittoria play-off: 2011-2012
- Coppa Intertoto UEFA:

Semifinalista: 2002

## Statistiche e record

### Partecipazione ai campionati e ai tornei internazionali

#### Campionati nazionali
Il miglior risultato ottenuto nell'Eredivisie è il secondo posto della stagione 1998-1999.
Dalla stagione 1956-1957 alla 2022-2023 il club ha ottenuto le seguenti partecipazioni ai campionati nazionali:
| Livello | Categoria      | Partecipazioni | Debutto   | Ultima stagione | Totale |
| ------- | -------------- | -------------- | --------- | --------------- | ------ |
| 1º      | Eredivisie     | 45             | 1956-1957 | 2024-2025       | 44     |
| 2º      | Eerste Divisie | 20             | 1957-1958 | 2023-2024       | 20     |

#### Tornei internazionali
Il club vanta una partecipazione alla fase a gruppi della UEFA Champions League nell'edizione 2000-2001: il Willem II finisce quarto alle spalle di Sparta Praga, Bordeaux e Spartak Mosca. Il club disputa anche la semifinale della Coppa Intertoto 2002.
Alla stagione 2022-2023 il club ha ottenuto le seguenti partecipazioni ai tornei internazionali:
| Categoria                                | Partecipazioni | Debutto   | Ultima stagione |
| ---------------------------------------- | -------------- | --------- | --------------- |
| Coppa dei Campioni/UEFA Champions League | 1              | 1999-2000 | 1999-2000       |
| Coppa delle Coppe                        | 1              | 1963-1964 | 1963-1964       |
| Coppa UEFA/UEFA Europa League            | 3              | 1998-1999 | 2020-2021       |
| Coppa Intertoto                          | 2              | 2002      | 2003            |

## Organico

### Rosa 2024-2025
Aggiornata al 1º settembre 2024.
| N. |                         | Ruolo | Calciatore              |
| -- | ----------------------- | ----- | ----------------------- |
| 1  | Francia (bandiera)      | P     | Thomas Didillon         |
| 4  | Paesi Bassi (bandiera)  | D     | Erik Schouten           |
| 5  | Islanda (bandiera)      | D     | Rúnar Þór Sigurgeirsson |
| 6  | Belgio (bandiera)       | D     | Boris Lambert           |
| 7  | Paesi Bassi (bandiera)  | C     | Nick Doodeman           |
| 8  | Paesi Bassi (bandiera)  | C     | Jesse Bosch             |
| 9  | Belgio (bandiera)       | A     | Kyan Vaesen             |
| 10 | Paesi Bassi (bandiera)  | C     | Max de Waal             |
| 11 | Germania (bandiera)     | A     | Emilio Kehrer           |
| 14 | Belgio (bandiera)       | C     | Cisse Sandra            |
| 15 | Serbia (bandiera)       | D     | Miodrag Pivaš           |
| 16 | Paesi Bassi (bandiera)  | C     | Ringo Meerveld          |
| 17 | Paesi Bassi (bandiera)  | C     | Patrick Joosten         |
| 18 | RD del Congo (bandiera) | A     | Jeremy Bokila           |

| N. |                        | Ruolo | Calciatore          |
| -- | ---------------------- | ----- | ------------------- |
| 21 | Svezia (bandiera)      | C     | Amar Fatah          |
| 22 | Belgio (bandiera)      | D     | Rob Nizet           |
| 24 | Paesi Bassi (bandiera) | P     | Connor van den Berg |
| 25 | Turchia (bandiera)     | D     | Mickaël Tirpan      |
| 27 | Paesi Bassi (bandiera) | C     | Dani Mathieu        |
| 30 | Austria (bandiera)     | D     | Raffael Behounek    |
| 33 | Paesi Bassi (bandiera) | D     | Tommy St. Jago      |
| 34 | Paesi Bassi (bandiera) | D     | Amine Lachkar       |
| 35 | Paesi Bassi (bandiera) | A     | Khaled Razak        |
| 41 | Paesi Bassi (bandiera) | P     | Maarten Schut       |
| 44 | Paesi Bassi (bandiera) | D     | Niels van Berkel    |
| 48 | Paesi Bassi (bandiera) | A     | Jens Mathijsen      |
| 77 | Turchia (bandiera)     | A     | Dennis Kaygın       |